# James Craig (acteur)
Pour les articles homonymes, voir James Craig.
James Craig, né à Nashville (état du Tennessee) le 1er février 1912, et mort le 28 juin 1985 à Santa Ana, en Californie, est un acteur américain.

## Filmographie partielle
- 1939 : Celui qui avait tué la mort (The Man They Could Not Hang) de Nick Grinde
- 1940 : La Maison des sept péchés (Seven Sinners) de Tay Garnett: L'enseigne
- 1941 : Tous les biens de la terre (All That Money Can Buy / The Devil and Daniel Webster) de William Dieterle : Jabez Stone
- 1942 : Forçats contre espions (Seven Miles from Alcatraz) d'Edward Dmytryk
- 1942 : La Vallée du soleil (Valley of the Sun) de George Marshall
- 1943 : Et la vie continue (The Human Comedy) de Clarence Brown : Tom Spangler
- 1944 : Le Corps céleste (The Heavenly Body) d'Alexander Hall : Lloyd X. Hunter
- 1944 : Gentle Annie d'Andrew Marton : Lloyd Richland
- 1944 : Le mariage est une affaire privée (Mariage is a private affair), de Robert Z. Leonard : Capt. Miles Lancing
- 1945 : Dangereuse Association (Dangerous Partners), d'Edward L. Cahn : Jeff Caighn
- 1945 : She Went to the Races de Willis Goldbeck : Steve Canfield
- 1946 : Little Mister Jim de Fred Zinnemann
- 1950 : La Dame sans passeport (A Lady Without Passport) de Joseph H. Lewis : Chef Frank Westlake
- 1950 : La Rue de la mort (Side street)
- 1951 : Le Cabaret du soleil couchant (The Strip) de László Kardos
- 1951 : Le Rocher du diable (Drums in the Deep South) de William Cameron Menzies : Major Clay Clayburn
- 1952 : Maître après le diable (Hurricane Smith) de Jerry Hopper : Gorvahlsen
- 1953 : Les Tuniques rouges (Fort Vengeance) de Lesley Selander
- 1956 : La Cinquième Victime (While the City Sleeps) de Fritz Lang : 'Honest' Harry Kritzer
- 1957 : Le Vengeur (Shoot-out at Medicine Bend) de Richard L. Bare : Ep Clark
- 1958 : Calibre 44 (Man or Gun) d'Albert C. Gannaway : Pinch Corley
- 1960 : Four Fast Guns de William J. Hole Jr. : Tom Sabin
- 1967 : Fort Utah de Lesley Selander : Bo Greer
- 1968 : Les Rebelles de l'Arizona (Arizona Bushwhackers) de Lesley Selander : Ike Clanton
- 1968 : La Brigade du diable (The Devil's Brigade) d'Andrew V. McLaglen : Maj. Gen. Knapp
- 1968 : Le Virginien (TV) saison 7 épisode 10 (The dark corridor) : Sgt Wayne